# 1989 год в компьютерных играх

## Выпуски игр

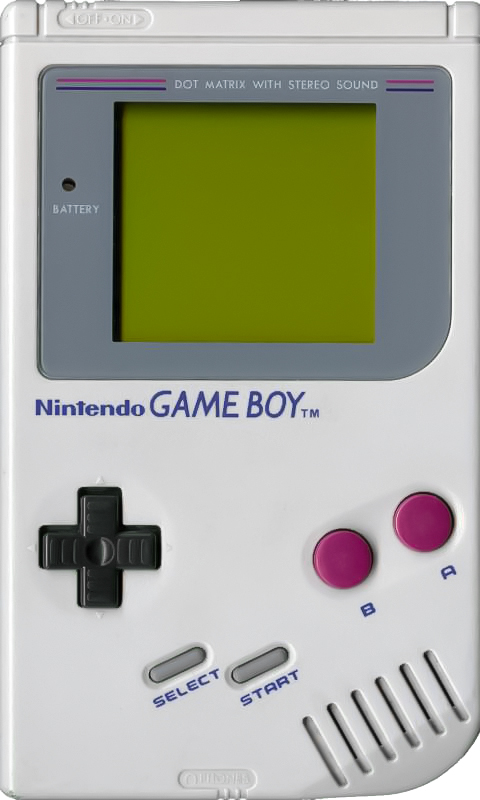
Game Boy

- Maxis выпускает SimCity, первую игру из вселенной Sim.
- Tengen выпускает нелицензионную версию Tetris, которая была отозвана после судебного процесса с Nintendo.
- Уэс Черри создаёт Klondike (реализацию пасьянса «Косынка»), а Роберт Доннер — Minesweeper, которые поставляются с каждой версией Microsoft Windows начиная с третьей и заканчивая восьмой.
- Brøderbund выпускает первую игру из серии Prince of Persia.
- Techno Soft выпускает Herzog Zwei (Mega Drive/Genesis), важную разработку для жанра стратегий в реальном времени.
- Psygnosis выпускает игру Shadow of the Beast[англ.], демонстрирующую возможности платформы Amiga.
- FASA[англ.] выпускает первую игру в знаменитой серии — MechWarrior.
- Lucasfilm Games выпускает квест Indiana Jones & The Last Crusade: The Graphic Adventure.
- Namco выпускает Winning Run[англ.]; Rompers[англ.]; Blast Off[англ.], которые являются продолжениями Bosconian; Valkyrie No Densetsu; Dirt Fox; World Stadium '89; Finest Hour; Burning Force; Winning Run Suzuka GP; Four Trax; Dangerous Seed и Marvel Land.
- 12 мая Konami выпускает Teenage Mutant Ninja Turtles,
- 5 июня Bullfrog Productions выпускает Populous, которая стала одним из первых успешных симуляторов Бога.
- 6 декабря Strategic Studies Group выпускает Warlords, одну из первых фэнтезийных пошаговых стратегий.

## Технологии
- Atari Corp. выпустила карманную консоль Lynx.
- Mattel, Inc. выпустила контроллер Power Glove для платформы NES.
- Nintendo выпустила Game Boy, первую карманную консоль с картриджами.
- NEC's PC Engine был выпущен в Северной Америке под названием TurboGrafx-16.
- Sega Mega Drive была выпущена в Северной Америке как Sega Genesis.

## Индустрия
- Была основана Trinity Acquisition Corporation (переименована в THQ в 1990 году)
- Nintendo судится за права на игру Тетрис. Tengen проиграла судебный процесс и переименовала все свои Tetris-игры.
- Nintendo v. Camerica Ltd. Nintendo подала в суд на Camerica из-за патентных нарушений, связанных с выпуском картриджей Game Genie для NES. Camerica выиграла процесс.
- Nintendo 100 лет в игровой индустрии.